# Umpire (U-Boot)
HMS Umpire (Kennung: N82) war ein Unterseeboot der U-Klasse der britischen Royal Navy, das im Zweiten Weltkrieg kurz nach seiner Indienststellung bei einem Unfall sank.
Die Kiellegung des U-Boots mit der Rumpfnummer „N82“ erfolgte am 1. Januar 1940 in der Marinewerft in Chatham, England. Der Stapellauf fand am 30. Dezember dieses Jahres statt, die Indienststellung am 10. Juli 1941.
Danach wurde das U-Boot unter dem Kommando von Leutnant Mervyn Wingfield der 3. U-Boot-Flottille in Holy Loch (Schottland) zugeteilt. Von dort aus sollte es eine Ausbildungsfahrt in der Nordsee absolvieren, um dann in das Mittelmeer verlegt zu werden. Auf dem Weg nach Schottland schloss sich das U-Boot in Sheerness einem in Richtung Norden laufenden Konvoi an. In der Nacht des 19. November passierte der Konvoi vor der Küste von Norfolk auf der Backbordseite ein anderes, in Richtung Süden laufendes Geleit. Wegen der Gefahr durch deutsche Schnellboote führte keines der Schiffe ein Positionslicht. In dieser Situation erlitt die Umpire einen Schaden an einer der Maschinen oder der Steuerung. Dadurch scherte das U-Boot in den Kurs des entgegenkommenden Konvois, wurde durch den zu dessen Eskorte gehörenden, bewaffneten Trawler Peter Hendriks am Steuerbordbug gerammt und sank nach weniger als einer Minute. Von den vier Mann (nach anderen Angaben: drei Mann) auf dem Kommandoturm überlebte nur der Kommandant, Leutnant Wingfield. Das Wrack kam in 18 m Tiefe mit einer Neigung von 30 Grad nach Steuerbord zu liegen. Vier Mann gelang es, ohne Tauchretter aus der Zentrale des U-Boots auszusteigen und die Wasseroberfläche zu erreichen, aber zwei von ihnen starben an einem Lungenriss, weil sie beim Aufstieg die Luft angehalten hatten. Weitere 20 Mann – 17 davon mit Tauchretter – überlebten den Untergang im Maschinenraum. Als erstes verließen von dieser Gruppe sechs Mann das Boot durch die vordere Luke, wobei drei Männer mit Tauchretter versuchten, drei Männer ohne Tauchretter an den Beinen nach oben zu ziehen. Nur einer erreichte jedoch die Wasseroberfläche, die anderen beiden verloren unterwegs den Halt und ertranken. Ein Seemann namens Killan tauchte daraufhin hinaus, um festzustellen, ob im Bereich der Luke gefährliche Hindernisse sind, kehrte in das Boot zurück und schickte die restlichen Männer einer nach dem anderen hinauf. Killan verließ das Wrack als letzter und erhielt nach seiner Rettung die British-Empire-Medaille. Beim Untergang des Boots starben insgesamt 14 (nach anderen Angaben 22) Besatzungsmitglieder.
Das Wrack liegt auf der Position 53° 9′ 54″ N, 1° 6′ 3″ O in 18 m Tiefe auf der Steuerbordseite. Deck und Rumpf sind teilweise zusammengebrochen, insbesondere ist der Bug stark zerstört. Der Kommandoturm ist abgebrochen und liegt neben dem Wrack auf dem Meeresgrund. Die Schäden sind vor allem darauf zurückzuführen, dass das U-Boot nach 1945 als Schrott verkauft wurde und umfangreiche kommerzielle Bergungsaktivitäten mit Sprengungen stattfanden. Seit 2006 ist die Umpire durch den Protection of Military Remains Act von 1986 als „Protected Place“ geschützt. Das Wrack darf zwar von außen durch Taucher betrachtet werden, aber das Eindringen, das Sammeln von Souvenirs oder die Vornahme von weiteren Bergungsarbeiten ist verboten. Das U-Boot ist somit auch ein Beispiel für den Wandel im Umgang mit gesunkenen Kriegsschiffen. Hatte man es nach 1945 ohne Rücksicht auf die Tatsache, dass es sich um ein Kriegsgrab handelte, zur kommerziellen Ausschlachtung freigegeben, so wurde es nun trotz der geschehenen Zerstörungen noch durch das Verteidigungsministerium unter Schutz gestellt. Die Entscheidung hat in Taucherkreisen Skepsis ausgelöst, da bei einem durch Bergungsaktionen zerstörten Wrack kaum noch von einem „Kriegsgrab“ geredet werden könne.